# Captive
Ett captive (engelska för att ”hålla kvar”, svensk benämning saknas) är en typ av försäkringsbolag som bildats av ett företag eller en grupp av företag enbart i syfte att försäkra de egna riskerna.
Syftet med ett captive kan innefatta att undvika kommersiella försäkringsbolag, att säkra prisstabilitet, att få tillgång till den återförsäkringsmarknad som inte är åtkomlig för vanliga företag och att möjliggöra försäkring av riskexponeringar som inte går att köpa på en vanlig försäkringsmarknad eller att samla gruppens riskadministration på ett ställe. Captives är också en metod för att minska kostnaden för försäkring.
Captives är relativt vanligt i Sverige. Många större svenska företagsgrupper har egna captives, liksom Svenska kyrkan, kommuner och regioner (LÖF).